# Dead or Alive (píseň, John Cale)
„Dead or Alive“ je píseň velšského hudebníka a hudebního skladatele Johna Calea. Je součástí jeho sedmého sólového alba Honi Soit, jež vyšlo v březnu roku 1981 (vydavatelství A&M Records). Producentem písně, stejně jako celého alba, byl Mike Thorne. Vedoucím producentem byl sám John Cale. Píseň rovněž vyšla jako jediný singl z alba Honi Soit. Na B-straně desky byla použita píseň „Honi Soit (La Première Leçon de Français)“. Koncertní verze písně vyšly na albech John Cale Comes Alive (1984), Even Cowgirls Get the Blues (1987) a Live at Rockpalast (2010). K písni byl rovněž natočen videoklip, jehož režiséry a producenty byli Michael Branton a Joe Ohliger III.